# ويسلي كوكس
ويسلي كوكس (بالإنجليزية: Wesley Cox)‏ مواليد 27 يناير 1955 في لويفيل، هو لاعب كرة سلة أمريكي سابق. بدأ مسيرته الاحترافية في سنة 1977. اختير من قبل فريق غولدن ستايت ووريورز خلال الدرافت. حمل الرقم 41. بلغ طوله 6 قدم 6 بوصة (2.0 م). اعتزل اللعب في 1979.

## روابط خارجية
- ويسلي كوكس على موقع إن بي أي (الإنجليزية)
- ويسلي كوكس على موقع سبورتس رفرنس (الإنجليزية)
- ويسلي كوكس على موقع كلية كرة السلة في سبورتس رفرنس.كوم (الإنجليزية)
- ويسلي كوكس على موقع ريلجم (الإنجليزية)
- ويسلي كوكس على موقع بروبوليرز (الإنجليزية)